# 611
Cette page concerne l'année 611  du calendrier julien. Pour l'année 611 av. J.-C., voir 611 av. J.-C.
L'année 611 est une année commune qui commence un vendredi.

## Événements
- 7 avril : nouveau sac de Palenque par les guerriers de Uneh Chan, roi de Calakmul ; début d'une période de déclin de Palenque jusqu'au règne de Pacal le Grand[1].

- Mai : offensive des Sassanides en Syrie. Prise d'Apamée et d'Édesse[2]. Après sa victoire sur les troupes byzantines, le général perse Charbaraz occupe Antioche[3]. La campagne sassanide est poussée brièvement jusqu'en Palestine[4].
- Victoire des tribus arabes révoltés contre les Perses à la bataille de Dhou Qar entre Bassora et Koufa (entre 604 et 611)[5].
- Début du règne d'Içanavarman, roi du Zhen-la, qui devient la puissance hégémonique de la région. Il établit sa capitale à Îśânapura (aujourd’hui Sambor Prei Kuk, au Cambodge)[6].